# Евдіометр

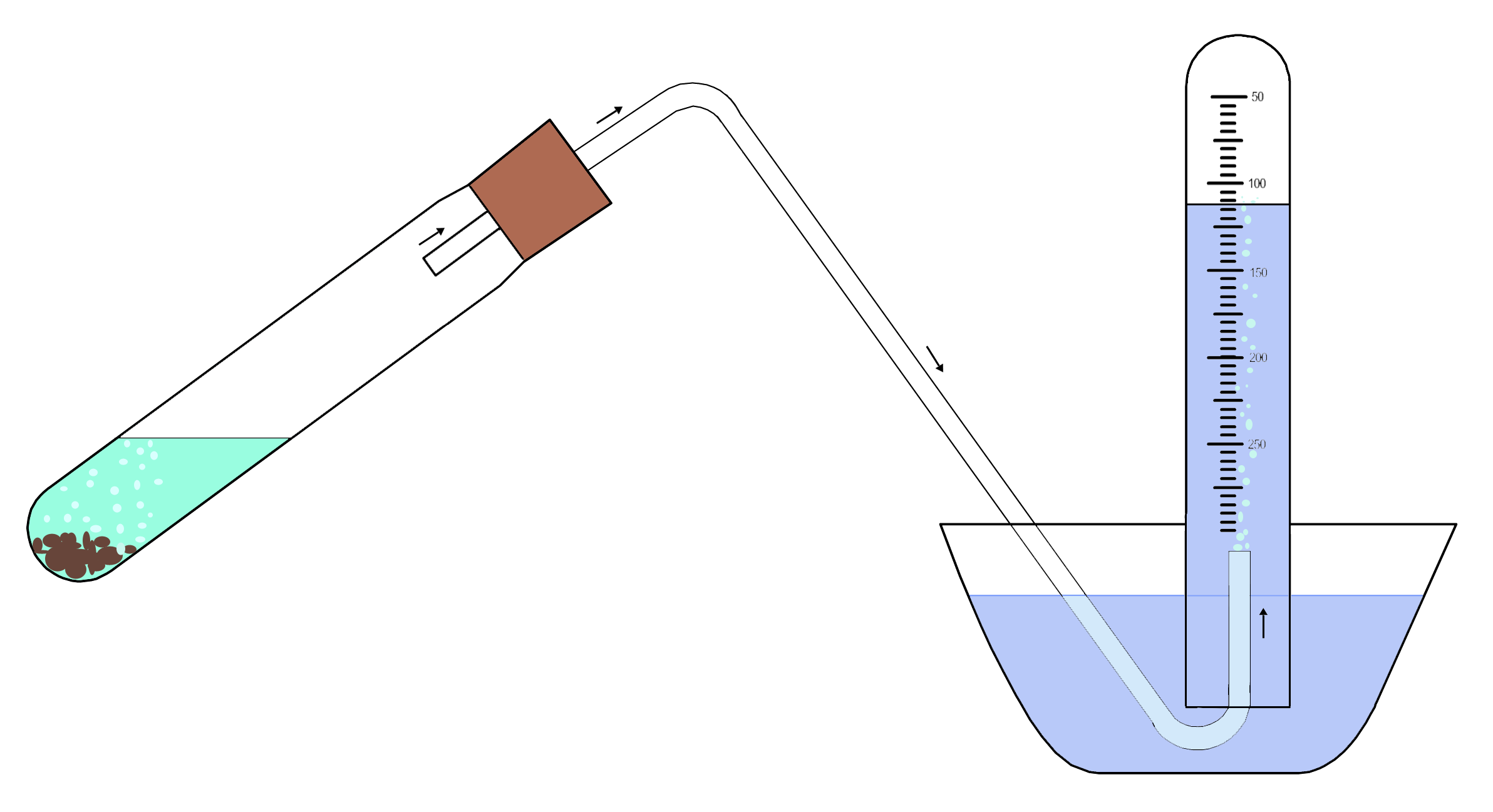
Схема евдіометра

Евдіометр (від дав.-гр. εὑδιός, дос. «ясний, чистий» та дав.-гр. μετρεω, дос. «виміряю», з грец. "вимірювач добротності повітря") — скляна трубка з одним отвором та нанесеною шкалою. Призначений для кількісного визначення об'єму газу (газів), який виділяється під час хімічної реакції.

## Принцип дії
Евдіометр наповнюють рідиною та занурюють у посудину наповнену такою ж рідиною. У найпростішому випадку рідиною служить проста вода. При видаленні газів у окремій посудині, вони відводяться через трубку у евдіометр та витісняють з нього рідину. Об'єм витісненої рідини відповідає об'єму газів, що утворилися. Таким чином можна зробити висновки про хімічну реакцію та густину газів. Евдіометр використовується також при визначенні вмісту оксигену у газових сумішах, наприклад у болотяному газі.

## Шкільний експеримент
У шкільних експериментах евдіометр наповнюють певними об'ємами водню та кисню та запалюють. На основі цього експерименту вивчають закон сталості складу.